# Remco van der Schaaf
Remco van der Schaaf (Ten Boer, 28 februari 1979) is een Nederlands voormalig voetballer die voornamelijk als middenvelder speelde.

## Biografie
Van der Schaaf speelde in de jeugd van VV Omlandia tot hij werd opgenomen in de jeugd van TOP Oss. Die verruilde hij daarna voor die van Vitesse. Hiervoor debuteerde hij op 27 september 1997 in het betaald voetbal, uitduel tegen Fortuna Sittard (1-7 winst). Van der Schaaf viel in de 68ste minuut in voor Marko Perović. Aan datzelfde Fortuna Sittard werd hij in 2000 verhuurd. PSV nam hem in 2002 over. Daar werd Van der Schaaf geen vaste waarde en hij keerde in 2005 terug bij Vitesse. Op 7 juli 2008 werd bekend dat hij voor Burnley ging spelen. Van der Schaaf werd door Burnley verhuurd aan Brøndby, in twee perioden verdeeld over drie seizoenen. Vervolgens speelde hij nog twee seizoenen bij Randers.
Na zijn voetbalcarrière werd Van der Schaaf jeugdtrainer bij Vitesse, tot hij in maart 2017 op non-actief werd gezet bij onder-19. In oktober 2021 werd hij assistent bij Vitesse onder-14.

## Erelijst
| Kampioen Eredivisie | 2x | 2002/03, 2004/05 |
| KNVB beker          | 1x | 2004/05          |